# Crucifix du Maestro della croce 434 de Fiesole
Le Crucifix du Maestro della croce 434 de Fiesole est un crucifix peint  en  tempera et or sur bois, réalisé vers 1230-1240 par Maestro della Croce 434, exposé au musée Bandini de Fiesole, près de Florence.

## Description
Le crucifix respecte les conventions du Christus triumphans, Christ mort mais triomphant sur la croix, issue de l'iconographie religieuse gothique médiévale  occidentale (qui sera à son tour remplacé, par le Christus patiens, résigné à la mode byzantine de Giunta Pisano et ensuite, à la pré-Renaissance, par le Christus dolens des primitifs italiens).
Attributs du Christus triumphans montrant la posture d'un Christ vivant détaché des souffrances de la Croix :
- Tête relevée (quelquefois tournée vers le ciel), auréolée,
- yeux ouverts,
- corps droit,
- du sang peut s'écouler des plaies.
- les pieds ne sont pas superposés.

Scènes complémentaires des tabelloni
- Les scènes des extrémités gauche, droite, basse  et haute sont absentes (vraisemblablement détachées et dispersées).
- Seule reste visible (en partie) la scène du Repentir de Pierre sur le panneau des flancs du Christ.